# Nettie Stevens
Nettie Maria Stevens (ur. 7 lipca 1861 w Cavendish, zm. 4 maja 1912 w Baltimore) – amerykańska biolożka i genetyczka.

## Życiorys
Nettie Stevens urodziła się 7 lipca 1861 roku w Cavendish w Vermont. Jej rodzicami byli Ephraim Stevens i Julia Adams Stevens. Rodzina osiadła w Westford. Jej ojciec był stolarzem i zarabiał dość dobrze, by posłać dzieci do szkoły.
Stevens była wybitną uczennicą, zazwyczaj osiągającą najlepsze wyniki w swoich grupach. Stevens ukończyła seminarium nauczycielskie w Massachusetts i przez 10 lat uczyła w szkole, by zarobić pieniądze potrzebne do odbycia studiów. W 1896 roku wyjechała do Kalifornii i wstąpiła na Stanford University, gdzie ukończyła biologię. Po studiach przyjęto ją do Bryn Mawr College (Pensylwania), gdzie za dobre wyniki w nauce otrzymała możliwość studiów za granicą. Stevens wyjechała do Europy i trafiła do laboratoriów Theodora Boveriego (w Würzburgu i w Neapolu), który zajmował się rolą chromosomów w dziedziczeniu. Podczas pobytu w jego laboratorium Stevens zainteresowała się tym tematem.
W 1903 roku Stevens obroniła doktorat w Bryn Mawr College i przyjęła posadę asystenta w Carnegie Institute, gdzie podjęła się badań nad czynnikami determinującymi płeć, których wyniki opublikowano w raporcie Instytutu w roku 1905 pod tytułem „Studies in Spermatogenesis with Especial Reference to the Accessory Chromosome”. Prowadząc prace na populacji mączników (Tenebrio molitor), zauważyła, że komórki samic zawierają 20 zwykłych chromosomów, natomiast samców — 19 zwykłych oraz jeden bardzo mały chromosom. Zaproponowała nazwanie tych chromosomów odpowiednio „X” i „Y”. Wykazała również, że jeden z dużych chromosomów w czasie podziału komórki paruje się z owym małym chromosomem, oraz udowodniła, że komórki samic zawierają dwa chromosomy „X”. W późniejszych latach prowadziła badania również na innych gatunkach.
Zmarła na raka piersi 4 maja 1912 roku w Baltimore, zanim zdołała objąć tworzoną dla niej profesurę w Bryn Mawr College. Została pochowana na cmentarzu w Cavendish.